# 白蘭 (影星)
白蘭（1938年—），本名傅錦滿，1955年考入中華電影公司，共演過一百五十餘部台語電影。是首位到日本拍戲的台語片明星，有「台語影后」之稱。1968年加盟中影主拍國語片。1970年與其夫徐海敏結婚後，退出影壇轉移民澳洲。

## 主演(部分)
1957年：
- 《港都夜雨》亞洲公司臺語片（主演：白蘭、陳揚）。
- 《朱洪武》，亞洲公司台語片。

1958年：
- 《按摩女郎》
- 《寶島姑娘》
- 《台南霧夜大奇案》，興亞公司。
- 《慈母淚》
- 《假車夫》

1959年：
- 《第一特獎》
- 《千里明月寄相思》
- 《恩愛小夫妻》，香港金都公司廈門話片。

1960年：
- 《醫生與護士》
- 《妻家財》

1961年：
- 《袁文正》
- 《花木蘭》

1962年：
- 《台北發的早車》（主演：白蘭、陳揚、吳靜芳）。
- 《挖眼睛報恩情》
- 《石獅吐血》
- 《暴君秦始皇》
- 《老長壽》
- 《愛你在心口難開》
- 《羅漢腳》
- 《老福壽》
- 《劉備招親》

1963年：
- 《楊萬寶》
- 《黃金大鷹城》
- 《世間人》
- 《姑嫂情深》
- 《迎接春福》
- 《父累子》
- 《怪紳士》
- 《我的命運》
- 《桃花春》
- 《高雄發的尾班車》
- 《試妻鏡》
- 《木蘭從軍》
- 《難忘的鳳凰橋》（主演：白蘭、馬沙、林琳、戽斗、矮仔財）。
- 《草螟雞公》

1964年：
- 《天公疼好人》
- 《台北發的早車》
- 《送君出帆》（主演：白蘭、陽明、柯俊雄、游娟、戽斗）。
- 《恐怖的情人》
- 《雪中四姊妹》
- 《戀愛風》
- 《天災地變彼一日》
- 《求你原諒》
- 《出嫁彼一日》
- 《為著五角錢》

1965年：
- 《恐怖的情人》（主演：白蘭、柯俊雄、白雪、奇峰、陳揚）。
- 《自君別後》（主演：白蘭、柯俊雄、林琳、高鳴）。
- 《採茶姑娘》
- 《浪子回頭》（主演：白蘭、陽明、陳揚、夏琴心）。
- 《送君心綿綿》
- 《悲情鴛鴦夢》
- 《秋風淚雨》
- 《何日君再來》（主演：白蘭、柯俊雄、龔稼農、巴戈）。
- 《再見阿伯》
- 《間諜紅玫瑰》
- 《鐵樹開花》

1966年：
- 《海陸空大決鬥》(日語：カミカゼ野郎 真昼の決斗、白日之銀翼 ；英語：The Secret of the Diamond/The Kamikaze Guy》，與千葉真一合演)。
- 《風颱雨》
- 《地獄遊俠》
- 《怪影淚痕》
- 《開張大吉》
- 《真假紅玫瑰》

1967年：
- 《相逢在橋邊》
- 《賊仔狀元才》

1968年：
- 《想伊等八年》
- 《生命之歌》，國語片。
- 《玉觀音》，國語片。導演：李行。

1969年：
- 《武聖關公（General Kuan）》，國語片。

1970年：
- 《葡萄成熟時（The Ripening Grape）》，國語片。
- 《樊梨花移山倒海》
- 《五對佳偶》
- 《太太回娘家》
- 《大財神》
- 《薛剛大鬧花燈》

年代不明：
- 《搶婚》，國語片。

## 獎項
- 1965年，國產台語影片展覽會頒獎典禮，十大女明星之首，由香港電影戲劇事業自由總會主席王豪特別到場為白蘭加冕。
- 1965年，以電影《自君別後》，獲台語片影展最佳女主角獎。

## 軼事
- 「204高地」又稱「白蘭高地」，名稱由來是有一年白蘭到高登勞軍。時任國防部長的俞大維特意交代部屬，要帶白蘭到二〇四高地，利用望遠鏡看對岸的中國大陸，隨後還把二〇四高地換了個名字。

## 外部連結
- 白蘭在香港影庫上的簡介
- 白蘭在豆瓣上的资料（简体中文）
- 女演員/白蘭（Pai Lan） （页面存档备份，存于）國家電影中心